# Gekijōban Dōbutsu no Mori
Gekijōban Dōbutsu no Mori (укр. «Ліс Тварин»), також відомий під назвою Animal Crossing: The Movie (укр. «Перехрестя Тварин: Фільм») — повнометражний аніме-фільм 2006 року режисера Дзьодзі Сімура, оснований на серії відеоігор Animal Crossing. Фільм створили компанії Nintendo, OLM, Inc. та VAP і випустила Toho. Фільм показали в кінотеатрах Японії 16 грудня 2006 року. У прокаті було зароблено близько 1,7 млрд єн (приблизно 16,216,000 доларів).
Фільм витриманий у тематиці відеоігор серії та розповідає про 11-річну дівчинку на ім'я Ай, яка переїжджає до лісового села, де проживають антропоморфні тварини, де її цілями є пошук нових друзів та реалізація своїх власних мрій. Dōbutsu no Mori не виходив за межами Японії, і у Nintendo of America нині[коли?] немає планів випуску англомовної версії.

## Сюжет
Фільм починається з того, що Ай, 11-ти річна дівчинка, переїжджає влітку до Село Тварин. Після того, як Танукіті (Том Нук) відправляє її на роботу з доставки товарів, Ай знаходить собі чотирьох друзів серед мешканців села: Буке, Саллі, Альберта та жителя-людини на ім'я Ю, бере участь у кількох активностях. Ай починає знаходити серію анонімних повідомлень у пляшках, в яких говориться, що під час майбутнього зимового фестивалю відбудеться диво, якщо у певних точках села будуть посаджені сосни. Довірившись інструкції, Ай починає садити дерева, вважаючи, що повідомлення могли бути відправлені інопланетянами.
Восени Буке лає Ай за те, що вона не відвідала прощальну вечірку у Саллі, яка передбачалася як великий сюрприз. Ай тужить, усвідомивши, що Саллі пішла, щоб розпочати кар'єру дизайнера одягу. Ай прибуває до музейного кафе та від композиції «K.K. Bossa» вона починає плакати, бо ця пісня нагадує їй про Саллі. Б'янка лає Ай і говорить їй, що вона повинна бути щасливою як подруга Саллі. Потім Ай відповідає, що вона щаслива, але замість цього їй сумно, що Саллі їй нічого про це не сказала, і йде з кафе. Саллі посилає листа з вибаченнями Ай, пояснюючи, що прощання з нею сильно б засмутило Ай, і закликає її вирушити у власну подорож. Буке просить вибачення перед Ай за свою різку реакцію.
Настає зима, і всі сосни, що їх посадила Ай, повністю виросли та прикрашені різдвяними гірляндами. Космічний корабель тим часом зазнає краху в середині лісу, і з нього з'являється чайка на ім'я Джонні. Джонні, який відправляв пляшки з посланнями, і оформив свій вихід у світ у стилі появи інопланетян, просить мешканців села допомогти йому знайти деталі, які випали із його корабля під час спуску. Ай, Буке, Ю та Альберт прямують до печери, де Ю стверджує, що бачив, як одна з деталей упала там. Але вхід виявляється заблокований великим валуном, зрушити котрий команді не вдається. З'являється Саллі, яка допомагає звільнити печеру.
Команда знаходить недостатню деталь і повертається до Джонні, який, як вони виявляють, вже за одержав їх усі. Зникла частина виявляється пошкодженим НЛО, частиною великої групи, яка була залучена селом із-за зображення, освіченого освітленими соснами, посадженими Ай. Пошкоджений об'єкт возз'єднується зі своєю групою і, коли вони йдуть, створює сузір'я у нічному небі, що згадує Ай. Під кінець Ай перемагає у конкурсі зимових фестивалів на кращу декорацію та вперше почувається справжнім мешканцем села.

## Персонажі
- Ай (Юї Хоріе) — 11-ти річна дівчинка-людина, протагоніст фільму, який переїжджає до Село Тварин.
- Буке (Місато Фукуен) — схильна до одкровень кішка, яка товаришує з Ай. У неї є тенденція хвалити власні товари. Вона виявляє скам'янілість сейсмозавра у сільській печері. Відома як Рози (англ. Rosie) в англомовних версіях ігор серії.
- Саллі (Фуміко Орікаса) — слониха, мріє стати дизайнером. Попри свою велику і жахливу зовнішність, вона добра і ніжна. Вона дружить з Ай разом із Буке. Відома як Маргі (англ. Margie) в англомовних версіях ігор серії.
- Ю (Ю Кобаясі) — 12-ти річний хлопчик-людина, яка живе в сусідньому селі. Його хобі включають в себе косплей (зазвичай пірата чи ніндзя) і колекціонування комах та скам'янілостей.
- Альберт (Такатосі Канеко) — бешкетний алігатор, який дружить з Ю. Відомий як Альфонсо (англ. Alfonso) в англомовних версіях ігор серії.
- Аполло (Масакі Терасома) — спокійний орел, яким імовірно захоплюється Б'янка.
- Б'янка (Юрика Хіно) — прекрасна біла вовчиця, яка імовірно захоплюється Аполло. Вона намагається зберегти своє жіноче натуру. Протягом усього фільму в значною мірою мається на увазі, що вона та Аполло колись були парою. Відома як Уітні (англ. Whitney) в англомовних версіях ігор серії.
- Саруо (Ясухіро Такато) — мускулиста мавпа чоловічої статі, яка любить займатися важкою атлетикою та робить це протягом усього фільму. Відомий як Чемп (англ. Champ) в англомовних версіях ігор серії.
- Алан (Кацуя Татекабе) — горила чоловічого статі, яка має досвід у мистецтві енка. Є добрим другом Сакурадзими. Відомий як Цезар (англ. Cesar) в англомовних версіях ігор серії.
- Сакурадзима (Юдзі Уеда) — мурахоїд, має навички шансоньє. Є добрим другом Алана. Відомий як Цирано (англ. Cyrano) в англомовних версіях ігор серії.
- Даруман (Хісао Егава) — пінгвін чубатий, який любить рибалити і завжди любить це робити в одному і тому ж місці. Відомий як Хоппер (англ. Hopper) в англомовних версіях ігор серії.
- Танукіті (Наокі Тацута) — танукі (єнот в американській та європейській версіях ігор серії), якому належить магазин у Селі Тварин. Йому до вподоби, щоб нові сільські жителі працювали у його магазині неповний робочий день. Відомий як Том Нук (англ. Tom Nook) в англомовних версіях ігор серії.
- Котобуки (Кен'їті Огата) — стара черепаха і мер міста. У фільмі він стурбований своїм майбутнім переобранням, хоч він єдиний кандидат на посаду. Відомий як Тортимер (англ. Tortimer) в англомовних версіях ігор серії.
- Пеліо (Акіо Суяма) — пелікан, який доставляє листи по Селині Тварин. Відомий як Піт (англ. Pete) в англомовних версіях ігор серії.
- Пеліко (Отоха) — жіночий пелікан, яка працює в мерії Сели Тварин у денний час. Вона ніжна та добра, на відміну від своєї старшої сестри Пелімі. Відома як Пеллі (англ. Pelly) в англомовних версіях ігор серії.
- Пелімі (Юко Мідзутані) — пелікан, яка працює в мерії Сели Тварин у нічний час. На відміну від своєї молодшої сестри Пеліко, вона груба і зарозуміла. Відома як Філліс (англ. Phyllis) в англомовних версіях ігор серії.
- Фута (Каппей Ямагуті) — неясити, працюючий у Музеї Сели Тварин. Якось починаючи говорити про динозаврів, він не може зупинитись. Його мрія — отримати скам'янілість сейсмозавра. Відомий як Блаттерс (англ. Blathers) в англомовних версіях ігор серії. На відміну від ігор, він не веде нічний спосіб життя.
- Фуко (Міка Канаї) — сова, керуюча обсерваторією в музеї. Відома як Селеста (англ. Celeste) в англомовних версіях ігор серії. На відміну від ігор, вона не веде нічний спосіб життя.
- Мастер (Такая Хасі) — голуб, керуючий кав'ярнею-кіссатен при музеї. Відомий як Брюстер (англ. Brewster) в англомовних версіях ігор серії.
- Тотакеке (Сюн Огурі) — пес — вуличний музикант. Є втіленням композитора серії Кадзумі Тотаки. Відомий як К. К. Слайдер (англ. K.K. Slider) в англомовних версіях ігор серії. Під час виконання композиції «K.K. Bossa» під час фестивалю феєрверків він співає на анімалізі, мовою антропоморфних тварин з серії ігор.
- Містер Ресет (Юїті Кімура) — кріт, відповідальний за освітлення на селі. Відомий як Містер Ресетті (англ. Mr. Resetti) в англомовних версіях ігор серії, де він виконує інше завдання. Він з'являється, якщо гравець перезапускає гру, попередньо не зберігшись, та влаштовує йому обструкцію.
- Сеїті (Дзюмпей Такігуті) — художник-морж, часто голодний та сумний. Відомий як Венделл (англ. Wendell) в англомовних версіях ігор серії.
- Кинує (Марі Адаті) — молодша із двох сестер-їжачих, які є кравцями сели. Відома як Мейбл Ейбл (англ. Mable Able) в англомовних версіях ігор серії.
- Асамі (Саорі Хатторі) — старша із двох сестер-їжачих, які є кравцями села. Відома як Сейбл Ейбл (англ. Sable Able) в англомовних версіях ігор серії.
- Цунекіті (Тецуйо Сакагуті) — кіцуне (лис в американській та європейській версіях ігор серії), який управляє чорним ринком із поганою репутацією. Відомий як Шалений Редд (англ. Crazy Redd) в англомовних версіях ігор серії.
- Ракосуке (Такасі Міїке) — морська видра. Відомий як Паскаль (англ. Pascal) в англомовних версіях ігор серії.
- Джонні (Ватару Такагі) — чайка-космонавт, який літає за допомогою НЛО, а також розмовляє англійською. Відомий як Гулівер (англ. Gulliver) в англомовних версіях ігор серії. В оригінальній грі він був моряком, який причалював на берег і давав гравцеві один із рідкісних предметів інтер'єру. В Animal Crossing: Wild World він керує НЛО, яке гравець, як і у фільмі, може збити рогаткою. Після цього, як і у фільмі, гравець має зібрати уламки корабля. За виконання завдання Гулівер нагороджує гравця одним із предметів інтер'єру на космічну тематику.
- Каппей (Міцуо Івата) — каппа-таксист. Відомий як Кеп'н (англ. Kapp'n) в англомовних версіях ігор серії. В оригінальній грі він управляє поромом, який доставляє гравця на Острів Тварин. В Wild World він водить таксі, яке везе гравця до села, як у фільмі.

Інші персонажі, такі як Сісе (Лікар Шранк (англ. Dr. Shrunk)), Містер Хомма (Лайл (англ. Lyle)), Майко (Кеті (англ. Katie)) та її мати Кейтлін (англ. Kaitlin), і Роланд (Сахара (англ. Saharah)) виступають у німій ролі.

## Виробництво
Вперше «Ліс Тварин» був анонсований у травневому номері японського журналу Hochi Shimbun за 2006 рік, з театральною датою виходу на грудень. Фільм був запущений у виробництво завдяки успіху відеоігри Animal Crossing: Wild World, що вийшла для Nintendo DS у попередньому році та розійшлася тиражем понад 3 мільйони копій в одній лише Японії. Дзёдзі Симура виступив як режисера фільму, раніше він займався кіноадаптаціями коміксів-манга (серед його робіт «Король привидів» та Master Keaton). Деякі співробітники з команди розробників серійних ігор Animal Crossing допомагали з виробництвом і намагалися надати фільму таку ж привабливість для глядачів, як і самим відеоіграм.
Замовили квитки до виходу фільму мали право на отримання ваучерів, які можна було обміняти на важкодоступні золоті інструменти в Animal Crossing: Wild World. У жовтні 2007 року в Nintendo of America зробили заяву про те, що «не планують» випускати фільм у Північній Америці.

### Музика
Музику до фільму написав композитор серії Animal Crossing Кадзумі Тотака, аранжувальником виступив Томокі Хасегава. У фільмі використано численні композиції з ігор. Офіційна заголовна пісня фільму — «Морі е Іко» (森へ行こう, «Давай відправимося в Ліс») в виконанні Таеко Онукі, яка грає після закінчення фільму. Офіційний альбом вийшов у Японії 13 грудня 2006 року VAP та містить 46 треків з фільму разом з п'ятьма бонусними композиціями з Animal Crossing: Wild World.

## Випуск
«Ліс Тварин» вийшов у кінотеатрах Японії 16 грудня 2006 року за ліцензіатом Toho. Він дебютував як третій самий касовий фільм за перший уїк-енд, поступившись лише фільмам «Листи з Іодзіми» та «Ерагон», заробивши приблизно 246 мільйонів єн (2,085,729 доларів). До кінця 2006 року загальні збори фільму склали 1,526 млрд єн (12,915,432 дол. США), таким чином стрічка стала 30-м найкасовішим фільмом цього року у регіоні. До кінця свого театрального показу в 2007 році фільм заробив близько 1,7 млрд єн (16,216,731 дол. США), що робить його 17-м найкасовішим фільмом того року, при об'єднанні з результатами касових зборів у грудні 2006 року.
«Ліс Тварин» вийшов на 2-х DVD в Японії 25 липня 2007 року VAP. Разом з першими дисками вивалилися сумки, оформлені у тематиці Animal Crossing.

### Критика
Критик журналу Nintendo Gamer назвав «Ліс Тварин» найкращою екранізацією гри з часу Mortal Combat. Сюжет в цілому достовірно зображує ігровий всесвіт, його персонажів, також аніме вражає своєю візуальною складовою. Однак про історію особливо нічого сказати крім того, що вона являє собою низку випадкових подій.
Річард Айзенбайс з сайту Kotaku назвав «Ліс Тварин» абсолютно нудним і безглуздим фільмом без якоїсь осмисленої сюжетної лінії. Навіть націлювання фільму на дитячу аудиторію не прощає йому серйозних сюжетних огріхів. По суті фільм на упродовж 80 хвилин знайомить глядача з містечком та його жителями, будучи рекламою ігор серії Animal Crossing. Головна героїня Ай позбавлена передісторії та мотивації, більшість сцен у фільмі просто не пов'язані між собою. Головний емоційний момент у фільмі — переїзд слонихи Мардж піднесений досить дивно.

## Зауваження
1. ↑   Гекідзе:бан До:буцу но Морі (яп. 劇場版 どうぶつの森, укр. «Ліс Тварин: Театральна версія»)

## Використана література
- Galbraith I. V., Stuart. The Toho Studios Story: A History and Complete Filmography. — Scarecrow Press, 2008. — ISBN 1461673747.